# Mohammed Nadjiboellah
Mohammed Nadjiboellah (Pasjtoe/Dari: محمد نجیب‌الله احمدزی) (Gardez, februari 1947 - Kaboel, 27 september 1996) was president van Afghanistan tussen november 1987 en april 1992.
Nadjiboellah behoorde tot de Ahmadzay Ghilzay Pastuni-stam en was de zoon van een koopman. Van 1965 tot 1975 studeerde hij geneeskunde aan de universiteit en was tevens actief in de revolutionaire beweging. In 1965 werd hij lid van de Democratische Volkspartij van Afghanistan, de DVPA (een marxistische partij) en in 1967 sloot hij zich aan bij de Parcham (Vlag)-factie binnen de DVPA. In 1977 werd Nadjiboellah lid van het centraal comité en de Revolutionaire Raad van de DVPA.

## Loopbaan
Na de staatsgreep van de met de communisten sympathiserende militairen (27 april 1978) werd Nadjiboellah een belangrijk lid binnen de DVPA. In augustus 1978 werden echter de Parchamleden uit de regering gezet en meestal weggepromoveerd als ambassadeur. Nadjiboellah werd ambassadeur in Teheran (Iran). In augustus 1978 werd hij echter door de regering in Kaboel ontslagen, omdat hij betrokken zou zijn geweest bij een staatsgreep tegen de regering en teruggeroepen naar Afghanistan. Nadjiboellah keerde echter niet terug en ging in ballingschap in de Sovjet-Unie. Na de inval van de Sovjet-Unie in Afghanistan (december 1979) en de afzetting van president Hafizullah Amin en diens Khalqi-regering, kwam met steun van de Sovjet-Unie de Parcham-factie aan de macht. De Parchami Babrak Karmal werd president en secretaris-generaal van de DVPA, Nadjiboellah werd chef van de inlichtingendienst KhAD. In 1981 werd Nadjiboellah tevens lid van het politbureau van de DVPA. Langzaam maar zeker wist hij steeds meer macht te vergaren en verzamelde hij aanhangers om zich heen. In 1986 werd Babrak Karmal als secretaris-generaal en president van Afghanistan door de Sovjets gedwongen om af te treden omdat hij niet de juiste persoon zou zijn om met de islamitische oppositie, de moedjahedien te onderhandelen. Nadjiboellah werd zijn opvolger als secretaris-generaal van de DVPA.
In 1987 werd hij tevens president. In die functie democratiseerde hij zowel de staat als zijn partij. Eind 1987 schafte hij de bijzondere rol van de DVPA af en schrapte hij alle verwijzingen naar het marxisme-leninisme uit het partijprogramma, tevens wijzigde hij de naam van de partij in Watan ("Vaderland") Partij. Daarnaast begon hij onderhandelingen met de moedjahedien. Reeds op 15 januari kondigde hij een eenzijdig bestand af. De moedjahedien weigerden echter akkoord te gaan en de strijd werd voortgezet. Het in 1988 tussen de moedjahedien, Verenigde Staten, Sovjet-Unie en de regering-Nadjiboellah gesloten Akkoord van Genève bleef een dode letter. Ondanks het verbod van wapenexport naar beide zijden van het front door de VS en Sovjet-Unie bleef het Westen nog steeds stiekem de moedjahedien wapens sturen. Na de terugtrekking van de Sovjetlegers uit Afghanistan stond het Nadjiboellah-getrouwe leger vrijwel alleen in zijn strijd tegen de moedjahedien. In het najaar van 1991 werd Kaboel omsingeld door de moedjahedien, maar de stad hield uiteindelijk nog stand tot het voorjaar van 1992.

## Nadagen
In april 1992 pleegden enige aanhangers van ex-president Karmal een staatsgreep en Nadjiboellah, die beschouwd werd als een zetbaas van de Sovjet-Unie, werd afgezet. De nieuwe regering probeerde de macht over te dragen aan de gematigde moslims, maar uiteindelijk viel de stad enige dagen later in handen van de moedjahedien. Nadjiboellah zocht zijn toevlucht in het VN-gebouwencomplex in Kaboel. De moedjahedien respecteerden de onschendbaarheid van het VN-gebouwencomplex en lieten Nadjiboellah verder met rust. Zijn pogingen het land uit te vluchten mislukten, zodat hij feitelijk gevangenzat in de VN-compound. Met zijn vrouw en drie dochters die wel hadden kunnen ontvluchten naar India had hij af en toe telefonisch contact. In september 1996 viel Kaboel in handen van de Taliban-strijders. Deze schonden de diplomatieke immuniteit van het VN-gebouwencomplex door het binnen te vallen; Nadjiboellah en zijn broer Shahpoer Ahmadzai werden gemarteld en geëxecuteerd door de Taliban. Hun verminkte lichamen werden ten overstaan van een meer dan duizendkoppig publiek op een verkeersplein opgehangen. "'We hebben Najiboellah gedood omdat hij een moordenaar van zijn volk was", verklaarde Noor Hakmal, de Taliban-commandant die de stad was binnengetrokken. Mohammed es-Haq Tukhi, zijn persoonlijk secretaris sinds zijn tijd als hoofd van de KhAD begin jaren 80, en generaal Jafsar, de chef van zijn persoonlijke beveiliging, hebben beiden vier en een half jaar bij hem in de VN-compound doorgebracht. Uiteindelijk wist Es-Haq Tukhi te ontsnappen, maar generaal Jafsar werd evenals de voormalige president opgehangen.

## Nadjiboellah, vandaag onder de Afghanen
De meningen zijn fel verdeeld over Nadjiboellah. Als hoofd van de staatsveiligheidsdienst KhAD is hij er door tegenstanders en mensenrechtenorganisaties van beschuldigd verantwoordelijk te zijn geweest voor marteling van politieke tegenstanders, waaromtrent ook beweerd is dat hij daaraan persoonlijk zou hebben deelgenomen. Zijn aanhangers zien in hem een verzoener die zich in het door burgeroorlog en strijd tussen krijgsheren geteisterd land vergeefs zou hebben ingezet voor vrede en veiligheid.

## Voetnoten
1. ↑  "'Slachter Kaboel' opgehangen aan een verkeerslicht", in Het Parool, 27 september 1996, pag. 1
2. ↑  "Najibullah 1947-1996; Slager van Kabul", in NRC Handelsblad, 28 september 1996, pag. 5
3. ↑  "Ex-president Nadjiboellah voor presidentieel paleis opgehangen", in dagblad Trouw, 28 september 1996, pag. 1
4. ↑  "Bewoners Kaboel kijken nieuwsgierig naar lijken van geëxecuteerde heersers", in dagblad Trouw, 28 september 1996, pag. 6
5. ↑  Marianne Boissevain "Najibullah moest Moskou van Afghanistan verlossen", in dagblad de Volkskrant, 28 september 1996, pag. 4
6. ↑  William Reeves "Obituary: Dr Najibullah", in The Independent, 28 september 1996
7. ↑  Raymond Whitaker "'Kill drinkers and adulterers' call in Kabul", 29 september 1996